# Ramię

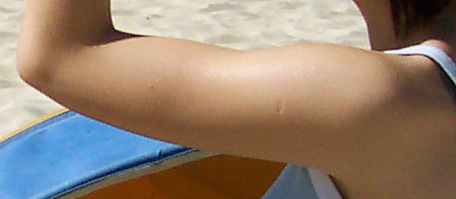
Ramię

Ramię (łac. brachium) – w anatomii człowieka część kończyny górnej, znajdująca się między obręczą barkową a przedramieniem.
Część kostną ramienia stanowi kość ramienna, łącząca się ze stawem ramiennym i stawem łokciowym. Mięśniami ramienia są trzy mięśnie grupy przedniej, będące zginaczami (mięsień dwugłowy ramienia, mięsień ramienny, mięsień kruczo-ramienny) i jeden mięsień grupy tylnej – prostownik (mięsień trójgłowy ramienia). Do unaczynienia ramienia zalicza się tętnica ramienna z jej odgałęzieniami oraz żyły: odłokciowa, odpromieniowa i żyły ramienne. Ramię unerwione jest przez nerw mięśniowo-skórny i nerw promieniowy. Nerw pośrodkowy i łokciowy również przebiegają przez ramię, ale tylko w małym stopniu uczestniczą w jego unerwieniu, oddając na nim małe gałązki.